# 説出世部

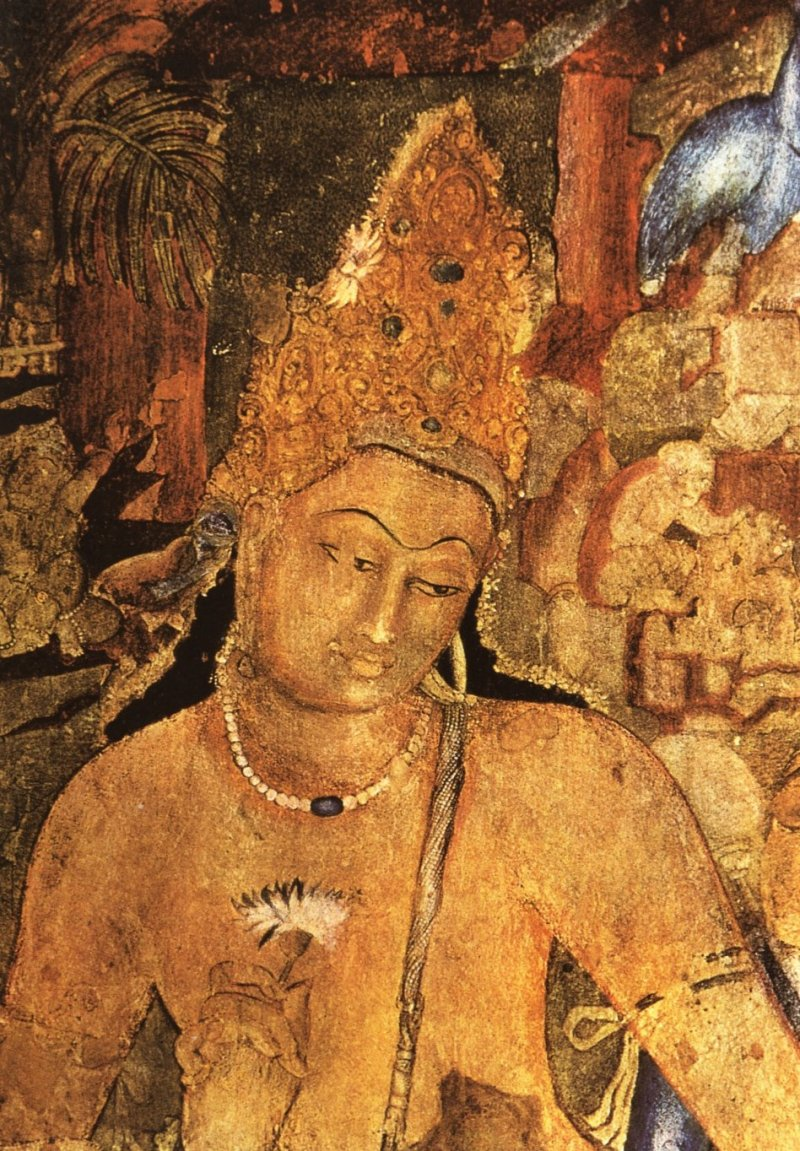
仏陀・菩薩の浄土が無数にあると説出世部では考えられた

説出世部(せつしゅっせぶ、Lokottaravāda)は部派仏教の一派で、大乗仏教のバーヴィヴェーカ（清弁）、ヴィニータデーヴァらが編纂した史料により知られる。大衆部から起こった分派である。

## 語源
ローコーッタラヴァーダ(Lokottaravāda)という名称は、この世を超えた(サンスクリット:lokottara、出世間)、超越的な教えに従う者を意味する。この部派の呼び名のみが「lokottara」を含むが、大衆部の全ての部派が、超世俗的な、超越的な教えを受容していたと思われる。

## 初期の歴史
説出世部は一説部や鶏胤部と起源を同じくすると『舎利弗問経』(Śāriputraparipṛcchā)および『異部宗輪論』(Samayabhedoparacanacakra)で主張されている。初期の大衆部はマガダ国周辺で栄えたが、説出世部は北西部で栄えたことで知られる。
ブッダの般涅槃から200年後に大衆部の多くの部派がラージャグリハの北へ移動し、大乗仏教の教説が形の上で三蔵に統合されるべきか否かを巡って分裂したと6世紀インドの僧侶真諦が書き記している。この説明に基づけば、大衆部が三派に分裂したのはこういった大乗経典の権威を受け入れるうえでの相対的な態度・程度によるものということになる。真諦によれば、説出世部は大乗経典を仏説として受け入れたという。

## 著作
説出世部の思想は、現存する数少ない大衆部のサンスクリット文献『マハーヴァストゥ』から知られる。『マハーヴァストゥ』はブッダの伝記であり、本文中に説出世部によって書かれたことが記されている。また、本書は説出世部版の律の拡充した部分だったようである。『マハーヴァストゥ』のサンスクリット文はネパールの大乗仏教徒の図書館の中に保存されている。
大乗経典の『無量寿経』は1世紀-2世紀のクシャーナ朝の時代にガンダーラに栄えた化地部の比丘たちによって編纂されたと信じている学者もいる。しかし、『無量寿経』が編纂されるうえで多くを説出世部に負っている可能性も高く、この経典には説出世部の『マハーヴァストゥ』と共通する要素が多い。この経典の最初期の翻訳には、プラークリットの一つで北西部で使われたガンダーリー語から翻訳された痕跡が残る。

## 教義

### 概観
説出世部には大衆部と区別されるべき大きな教義上の違いはなかったとされるが、代わりに地理的な違いが存在した。チベットのラマターラナータは、一説部、説出世部、鶏胤部は本質的に同じであるとみている。彼は「エーカヴヤーヴァハーリカ」(Ekavyāvahārika、一説部)を大衆部全体を意味する言葉ともみなしている。 より早い時代の世友の『異部宗輪論』(Samayabhedoparacanacakra)では一説部、鶏胤部、説出世部は教義上変わるところがないものとして扱われている。世友によれば、大衆部のこの三つの部派で四十八のテーゼが共有されていたという。
二種類の空(śūnyatā)、すなわち自己が空であること(pudgala-śūnyatā)と現象が空であること(dharma-śūnyatā)を除いて世界に実在するものはないと説出世部は主張していた。この二種類の空の思想は大乗仏教の際立った特徴でもある。
仏陀は超越的(lokottara)で、その生涯や肉体的な現れは見かけ上のことにすぎないとされる。説出世部は仏陀・菩薩が超越的本性を持ち、阿羅漢は可謬・不完全だという説を支持していた。

### 菩薩
説出世部の『マハーヴァストゥ』では仏教を三つの乗り物から成るものという考えについて述べられており、特に菩薩道や菩薩の階梯を扱った教えを含む。『マハーヴァストゥ』から、大乗仏教の菩薩に必要となる十地から成る悟りへの階梯の概念を説出世部も有していたことが知られる。この『マハーヴァストゥ』に記される十地は大乗仏典の『十地経』にみられるそれと同様のものであるが、十段階の各位の名称が幾分か異なる。

### 浄土
無数の浄土(buddha-kṣetra)が存在して、さらにそれらの浄土を通じて無数の仏陀や仏陀になる無数の十位の菩薩が存在すると説出世部で考えられていたことは『マハーヴァストゥ』から明らかである。そのそれぞれが無数の知覚能力のある存在を解脱へと導くとされるが、知覚能力のある存在の数は本質的に無限である。

### 仏陀の同等性
『マハーヴァストゥ』の中には、大乗仏典と強く類似する仏性についての説出世部の説明がかなりの程度含まれる。ある節では、多くのデーヴァは仏陀の栄光に対して日覆いを設置し、仏陀はすべての日覆いそれぞれの下に姿を現す。それぞれのデーヴァは自分の特別な栄光を信じて疑わず、自分の仏陀が架空の性格を持ち、彼が見る他のデーヴァが見る仏陀と異なるところがないことに気付かない。これは大乗仏典の『首楞厳三昧経』における説明と一致する。この経典では、仏陀は様々なデーヴァのために用意された膨大な数の獅子の玉座の上に同時に現れたが、それぞれのデーヴァには自分のために用意された玉座に座る仏陀しか見えなかった。ちょうどいいころあいになると全ての仏陀がデーヴァ達に見えるようになり、デーヴァの内の一人がどの仏陀が本物なのかと問うた。『首楞厳三昧経』では、仏陀の答えは究極的には、自分たちは皆同じである、というのは仏性はあらゆる現象から離れていないからである、というものであった。

### 来世の仏陀
『マハーヴァストゥ』において来世の仏陀弥勒は度々言及されており、ガウタマ・ブッダに続いて来世に現れる運命にある1000人の仏陀の一人にすぎないと述べられている。 
大衆部-説出世部の説は上座部の説と一線を画する。上座部では五人の仏陀がガウタマに続いて現れると考えられている。